# Клінтон (округ Дачесс, Нью-Йорк)
Клінтон (англ. Clinton) — місто (англ. town) в США, в окрузі Дачесс штату Нью-Йорк. Населення — 4037 осіб (2020).

## Демографія
Згідно з переписом 2010 року, у місті мешкало 4312 осіб у 1602 домогосподарствах у складі 1138 родин. Було 1915 помешкань
Расовий склад населення:
| - 93,5 % — білих - 2,5 % — чорних або афроамериканців - 1,2 % — азіатів - 0,2 % — корінних американців - 1,2 % — осіб інших рас |

До двох чи більше рас належало 1,5 %. Частка іспаномовних становила 3,7 % від усіх жителів.
За віковим діапазоном населення розподілялося таким чином: 21,9 % — особи молодші 18 років, 62,7 % — особи у віці 18—64 років, 15,4 % — особи у віці 65 років та старші. Медіана віку мешканця становила 46,6 року. На 100 осіб жіночої статі у місті припадало 103,2 чоловіків;  на 100 жінок у віці від 18 років та старших — 103,4 чоловіків також старших 18 років.
Середній дохід на одне домашнє господарство  становив 120 035 доларів США (медіана — 98 094), а середній дохід на одну сім'ю — 128 095 доларів (медіана — 103 167). Медіана доходів становила 65 156 доларів для чоловіків та 69 674 долари для жінок. За межею бідності перебувало 6,5 % осіб, у тому числі 2,7 % дітей у віці до 18 років та 4,4 % осіб у віці 65 років та старших.
Цивільне працевлаштоване населення становило 2029 осіб. Основні галузі зайнятості: освіта, охорона здоров'я та соціальна допомога — 24,5 %, науковці, спеціалісти, менеджери — 14,0 %, роздрібна торгівля — 13,9 %.